# گئورگ کولینگ
گئورگ کوهلینگ متولد: (۱۸ نوامبر ۱۸۸۶–۲۶ مارس ۱۹۶۳) سیاستمدار آلمانی عضو اتحادیه دموکرات مسیحی آلمان و عضو سابق بوندستاگ آلمان بود.